# 2011-es US Open (tenisz)
A 2011-es US Open az év negyedik Grand Slam-tornája, egyben a US Open 131. versenye volt. A hagyományos helyszínen, New Yorkban a Flushing Meadows kemény borítású pályáin rendezték meg 2011. augusztus 29. és szeptember 12. között. A torna eredetileg szeptember 11-ig (vasárnap) tartott volna, de a heves esőzés miatt a második héten a keddi és a szerdai játéknap mérkőzéseit is teljes egészében törölni kellett, így a női egyéni döntőt szombat helyett vasárnap, a férfi döntőt pedig hétfőn rendezték meg. A szervezők dolgát tovább nehezítette, hogy a második hét csütörtökén a helyszín második legnagyobb arénája, a Louis Armstrong Stadion használhatatlanná vált a pálya borításának megrepedése miatt, így a hátralévő napokban már nem lehetett ott mérkőzéseket játszani.
A férfiak címvédője Rafael Nadal volt, aki második kiemeltként indult el a tornán. Az előző évi US Openhez hasonlóan ismét Nadal–Đoković-döntőre került sor, s ezúttal Đoković győzött.
A nőknél Kim Clijsters nyert 2010-ben, ebben az évben azonban hasizomsérülés miatt lemondta a részvételt. A győzelmet az ausztrál Samantha Stosur szerezte meg, ellenfele a döntőben Serena Williams volt.

## Döntők

### Férfi egyes
Novak Đoković –  Rafael Nadal 6–2, 6–4, 6–7(3), 6–1

### Női egyes
Samantha Stosur –  Serena Williams 6–2, 6–3

### Férfi páros
Jürgen Melzer /  Philipp Petzschner –  Mariusz Fyrstenberg /  Marcin Matkowski 6–2, 6–2

### Női páros
Liezel Huber /  Lisa Raymond –  Vania King /  Jaroszlava Svedova 4–6, 7–6(5), 7–6(3)

### Vegyes páros
Melanie Oudin /  Jack Sock  –  Gisela Dulko  /  Eduardo Schwank 7–6(4), 4–6, [10–8]

### Juniorok

#### Fiú egyéni
Oliver Golding– Jiří Veselý, 5–7, 6–3, 6–4

#### Lány egyéni
Grace Min– Caroline Garcia, 7–5, 7–6(3)

#### Fiú páros
Robin Kern /  Julian Lenz– Maxim Dubarenco /  Vladyslav Manafov, 7–5, 6–4

#### Lány páros
Irina Hromacsova /  Demi Schuurs– Gabrielle Andrews /  Taylor Townsend, 6–4, 5–7, [10–5]